# Giro di Campania 1921
Il Giro di Campania 1921, terza edizione della corsa, si svolse nel 1921. La vittoria fu appannaggio dell'italiano Angelo Gremo, che precedette i connazionali Giuseppe Santhià e Gioacchino Tatta.
Sul traguardo 4 ciclisti, su 8 partiti, portarono a termine la competizione. 

## Ordine d'arrivo (Top 4)
| Pos. | Corridore        | Squadra        | Tempo      |
| ---- | ---------------- | -------------- | ---------- |
| 1    | Angelo Gremo     | Bianchi-Dunlop | ?          |
| 2    | Giuseppe Santhià | Bianchi-Dunlop | a 4'00"    |
| 3    | Gioacchino Tatta | -              | a 16'00"   |
| 4    | Marzio Germoni   | -              | a 1h04'00" |